# Łucznictwo na Igrzyskach Panamerykańskich 2011
Łucznictwo na Igrzyskach Panamerykańskich 2011 odbywało się w dniach 17–22 października 2011 roku. Sześćdziesięcioro czworo zawodników obojga płci rywalizowało na Pan American Archery Stadium łącznie w czterech konkurencjach, dwóch indywidualnych i dwóch drużynowych.

## Podsumowanie

### Klasyfikacja medalowa
| Klasyfikacja medalowa | Klasyfikacja medalowa | Klasyfikacja medalowa | Klasyfikacja medalowa | Klasyfikacja medalowa | Klasyfikacja medalowa |
| Miejsce               | państwo               | Złoto                 | Srebro                | Brąz                  | Razem                 |
| --------------------- | --------------------- | --------------------- | --------------------- | --------------------- | --------------------- |
| 1                     | Stany Zjednoczone     | 2                     | 2                     | 0                     | 4                     |
| 2                     | Meksyk                | 2                     | 1                     | 1                     | 4                     |
| 3                     | Kanada                | 0                     | 1                     | 0                     | 1                     |
| 4                     | Kuba                  | 0                     | 0                     | 2                     | 2                     |
| 5                     | Kolumbia              | 0                     | 0                     | 1                     | 1                     |
| Razem                 | Razem                 | 2                     | 2                     | 2                     | 6                     |

### Medaliści
| Indywidualnie | Brady Ellison                                                   | Crispin Duenas                                                   | Daniel Pineda                                             |
| Drużynowo     | Stany Zjednoczone · Joe Fanchin · Brady Ellison · Jake Kaminski | Meksyk · Juan René Serrano · Eduardo Vélez · Pedro Vivas         | Kuba · Juan Carlos Stevens · Hugo Franco · Jaime Quintana |
| Kobiety       |                                                                 |                                                                  |                                                           |
| Indywidualnie | Alejandra Valencia                                              | Miranda Leek                                                     | Aída Román                                                |
| Drużynowo     | Meksyk · Aída Román · Alejandra Valencia · Mariana Avitia       | Stany Zjednoczone · Chatuna Lorig · Miranda Leek · Heather Koehl | Kuba · Maydenia Sarduy · Orquidea Quesada · Larissa Pagán |